# Bang-Bang Club
Pour les articles homonymes, voir Bang-Bang Club (homonymie).
Le Bang-Bang Club est un groupe de quatre photojournalistes actifs dans les townships d'Afrique du Sud entre 1990 et 1994, pendant la transition entre l'apartheid et les premières élections générales multiraciales, alors que l'ANC et l'IFC (l’Inkatha) étaient en lutte l'un contre l'autre.
Kevin Carter, Greg Marinovich, Ken Oosterbroek et João Silva sont les quatre photographes dont les noms sont associés au label Bang-Bang Club, bien qu'ils aient travaillé aux côtés de nombreux autres photographes et photojournalistes comme James Nachtwey ou Gary Bernard.

## Histoire
Le nom « Bang-Bang Club » vient d'un article du magazine sud-africain Living, « Bang-Bang » étant le nom que les habitants des townships utilisaient pour parler de la violence perpétrée au sein de leurs communautés.
Le 18 avril 1994, pendant un échange de tirs entre la NPFK - National Peacekeeping Force (force nationale de maintien de la paix, pro-gouvernementale) - et l'ANC, une des balles tirées tua Oosterbroek et blessa grièvement Marinovich. Une enquête fut lancée sur la mort d'Oosterbroek en 1995, et le magistrat aboutit à la décision qu'aucune des deux parties impliquées n'était responsable. En 1999, un ancien agent de la NPKF, Brian Mkhize, dit à Marinovich et Silva qu'il pensait que la balle qui avait tué Oosterbroek venait de la NPFK.
Le 27 juillet 1994, Carter se suicida.
Le 23 octobre 2010, Silva marcha sur une mine pendant une patrouille avec les forces armées des États-Unis à Kandahar. Il perdit ses deux jambes au-dessous des genoux.

## Récompenses
Deux membres du Bang-Bang Club reçurent un prix Pulitzer pour leurs photos :
- Greg Marinovich gagna le prix Pulitzer de la photographie d'actualité en 1991 pour sa couverture du meurtre de Lindsaye Tshabalala en 1990 à Soweto ;
- Kevin Carter gagna le prix Pulitzer de la photographie d'article de fond en 1994 pour sa photo La Fillette et le Vautour prise au Soudan en 1993.